# Русская океанская экспедиция в Испанию (1725—1726)
Ру́сская океа́нская экспеди́ция в Испа́нию (Испа́нская экспеди́ция) — первая удачная дальняя русская океанская экспедиция в составе группы кораблей. Состоялась под руководством капитана 3-го ранга И. Кошелева в 1725 — 1726 годах. По результатам экспедиции её командир произведён через чин сразу в капитаны 1-го ранга, «понеже он в Испании с российскими кораблями был первый».

## Предыстория
Для русских моряков были привычными плавания от Британии до Финского залива, потому что в 1712—1714 годах в Англии и Голландии приобретались корабли, которые надо было транспортировать в Россию.
Идея более дальней экспедиции впервые возникла в 1711 году, когда в результате неудачного Прутского похода Россия лишилась выхода к Азовскому морю. Пётр I надеялся добиться у турок разрешения провести через Босфор и Дарданеллы корабли Азовского флота «Гото Предестинация», «Ластка» и «Шпага», с тем чтобы они через Средиземное море ушли в Балтику. На корабли уже были назначены командиры: Симон Шхон, Питер Бредаль и Витус Беринг. Однако турки не позволили пройти проливы, и корабли были проданы Османской империи.
В 1717—1719 годах корабль «Армонт» под командованием Якоба Блория совершил плавание из Санкт-Петербурга в Венецию. Любопытно, что Блория на капитанском мостике «Армонта» сменил И. Кошелев, будущий командир Испанской экспедиции.
Следует учесть, что начиная с 1714 года правительство предпринимало неоднократные попытки добраться до Индии. Первоначально речь шла о речном пути. В 1715 году экспедиция поручика А. Бековича-Черкасского обнаружила древнее устье Амударьи (Узбой), когда-то впадавшей в Каспийское море. В следующем году на этом месте был заложен форт, но восточнее Каспия продвинуться не удалось: в 1717 году экспедиция погибла в Хивинском ханстве. Тем не менее через год в Бухарское ханство назначается Ориентальная экспедиция во главе с Ф. Беневени, длившаяся до 1725 года.
В 1719—1720 годах экспедиция под командованием капитан-поручика К. Вердена составляет описание западного и южного берега Каспийского моря. По инструкции Верден везде должен был распространять слух, что описание делается исключительно с коммерческими целями, но вслед за экспедицией последовал Персидский поход (1722—1723). Вероятно, речной путь в Индию показался не очень простым, и в разгар Персидского похода правительство возвращается к идее дальней морской экспедиции.

## Начало подготовки
31 мая (11 июня) 1723 года вице-президент Адмиралтейств-коллегии адмирал К. Крюйс получает указание готовить корабль «Девоншир», фрегат «Эсперанс» и гукор «Кроншлот» (или вместо него фрегат «Св. Яков») для отправки в известную экспедицию. Капитан Кошелев впервые упоминается в связи с этой экспедицией 2 (13) июля, из последующих документов ясно, что он является командиром «Девоншира» и всей экспедиции.
Экспедиция готовилась в условиях секретности, поэтому пункт её назначения из документов неясен. Первая версия была высказана в сообщении резидента Республики Семи Объединённых Нижних земель (Нидерландов) в России Вильгельма де Вильде от 9 (20) августа 1723 года:

В настоящую минуту в Кроншлоте снаряжаются три военные корабля. На них будут укладывать ружья, боевые припасы, канаты и прочее, и, как говорят, с первым попутным ветром пошлют их в Испанию. Адмиралу Крюйсу поручено производить снаряжение судов в эту экспедицию, и потому он ездил уже несколько раз в Кроншлот для надзора за их нагрузкой. Некоторые думают, что груз их назначается в Восточную Индию, но положительно утверждать это нет ещё достаточно основания.

Из русских документов следует лишь то, что:
- Кошелев собирался вести экспедицию в открытый океан, обходя Британские острова с западной стороны;
- командир гукора «Крошлот» лейтенант Василий Шапкин был против выхода в открытый океан, и вроде бы предполагалось, что гукор должен будет оторваться от экспедиции в Северном море и следовать Ла-Маншем во французский Бордо[9];
- на пути экспедиции могли встретиться берберские пираты или мавры[10].

30 августа (10 сентября) президент Адмиралтейств-коллегии Ф. М. Апраксин отдал устный приказ разоружить в Ревеле «Девоншир» и «Эсперанс», отложив экспедицию до следующей навигации (эта мера не касалась гукора «Крошлот»). По утверждению советских исследователей А. Б. Давидсона и В. А. Макрушина, капитан Роберт Нанинг «за пропуск удобного времени для похода в указанное место» был отдан под суд. В то же время данное утверждение представляется необоснованным по следующим причинам:
- в «Материалах для истории русского флота» Р. Наннинг нигде не упоминается ни в связи с Испанской экспедицией, ни в связи с наказанием за неё;
- во время экспедиции и подготовки к ней Наннинг не только не был капитаном, но даже звание капитан-лейтенанта получил только 15 (26) декабря 1727 года;
- всего спустя полтора года после своей мифической отдачи под суд, 12 (23) февраля 1725 года лейтенант Наннинг прикомандирован на 3 месяца к Санкт-Петербургскому адмиралтейству для участия в кригсрехтах[13].

Скорее, истинной причиной отложения экспедиции стала идея вице-адмирала Д. Вильстера об отправке Мадагаскарской (Индийской) экспедиции с целью создания на Мадагаскаре русской перевалочной базы для морских плаваний в Индию.

## Завершение подготовки

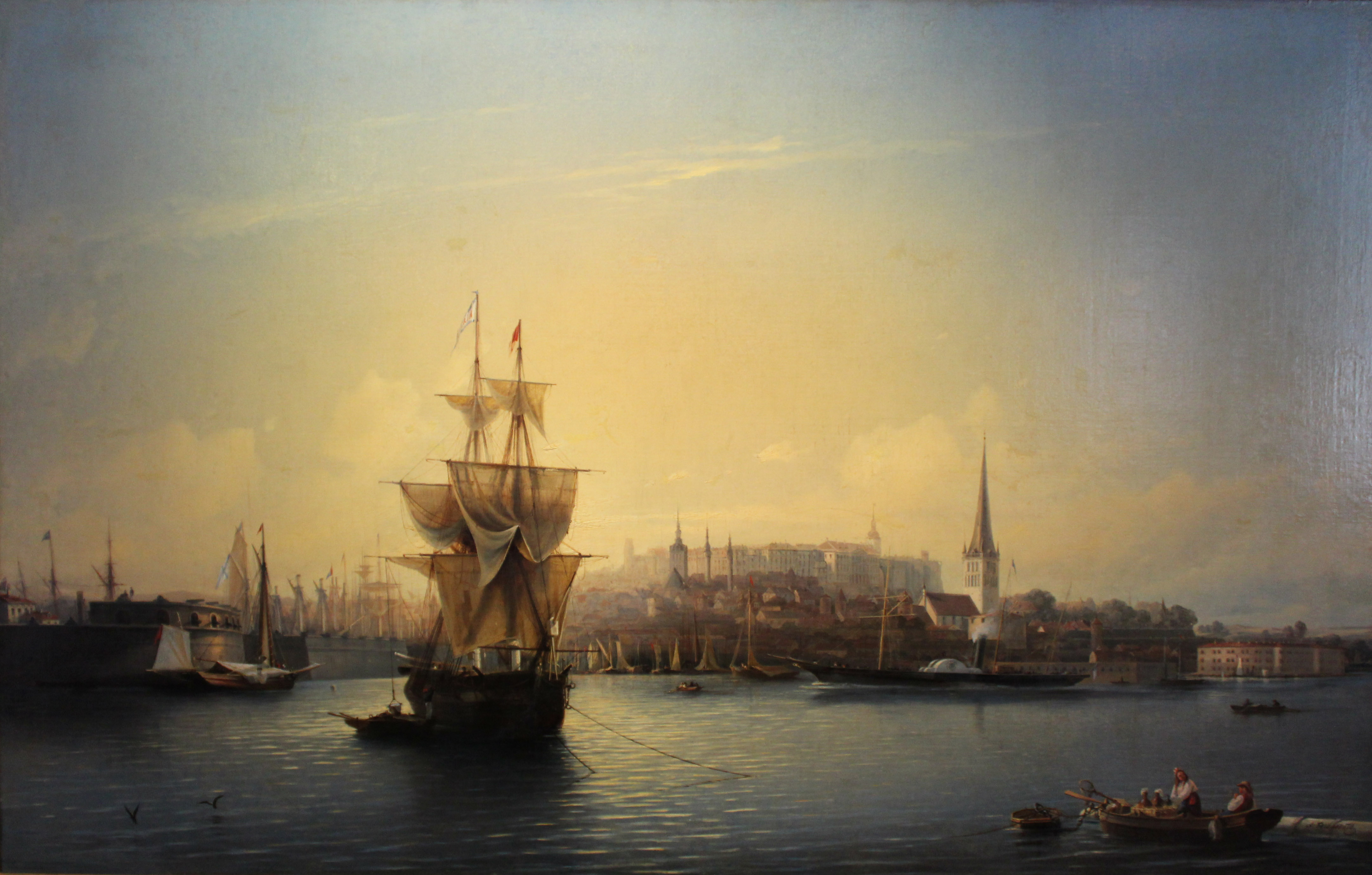
Ревельский порт, начальная точка экспедиции

Подготовка Испанской экспедиции возобновляется 22 февраля (4 марта) 1724 года в составе тех же кораблей. Ответственность за подготовку возложена теперь на главного командира Ревельского порта шаутбенахта Я. Фангофта. 5 (16) августа император Пётр приказал вновь отложить экспедицию, «Девоншир» и «Эсперанс» разоружить и выгрузить, а «Кроншлот» направить во Францию. В результате в октябре 1724 — сентябре 1725 года гукор «Кроншлот» (лейтенант В. Шапкин) совершил плавание во французский Бордо, а остальные два корабля опять зазимовали в Ревеле.
18 (29) сентября 1724 года на заседании Сената были заслушаны донесения торгового советника в Кадисе князя И. А. Щербатова и консула в Бордо И. А. Алексеева. По изучении донесений Пётр I издал 4 (15) декабря указ о том, что необходимо направить в Испанию три, а во Францию — один корабль с товарами. Интересно, что в те же дни император принял решение об отправке Первой Камчатской экспедиции под командованием капитана 1-го ранга В. Беринга.
9 (20) декабря командир Ревельской эскадры шаутбенахт лорд К. Дуффус получил указание обеспечить к 1 (12) апреля 1725 года готовность к совершению дальних плаваний кораблям «Девонширу», «Эсперансу», «Армонту», «Декронделивде» и «Амстердам-Галею». Уже в феврале 1725 года определено, что «Девоншир» вместе с участвовавшими в неудачной Мадагаскарской экспедиции фрегатами «Амстердам-Галей» (капитан-лейтенант Д. И. Мясной) и «Декронделивде» (капитан-лейтенант М. Киселёв) отправляется в Испанию под общим командованием Кошелева. Ранее предназначавшийся в экспедицию Кошелева «Эсперанс» решено вслед за «Кроншлотом» тоже отправить во Францию.
Находившиеся в экспедиции товары по документам (фактурам и коносаментам) числились отправляемыми от имени петербургского купца Алексея Семенникова в адрес находящегося в Испании его брата Льва Семенникова. Морские офицеры по этим документам были указаны как шкиперы. Последним шагом в подготовке экспедиции стало решение продать в Испании «Амстердам-Галей» и «Декронделивде», если будет предложена достаточная цена.
4 (15) мая 1725 года сменившая Петра Великого императрица Екатерина I своим указом составила инструкцию руководителю экспедиции «от флота шкиперу Ивану Михайлову». 11 (22) мая корабли вышли из Ревельской гавани и встали на рейд. 13 (24) мая последний визит в эскадру нанёс ревельский флагман лорд Дуффус.

## Плавание
Отряд преодолел маршрут: Ревель (14 (25) мая) — датский Эльсинор (25 мая (5 июня)) — о. Тромзунд возле норвежского Арендала (3 (14) июня) — остров Баррей среди Оркнейских островов (15 (26) июня) — шотландский о. Льюис в архипелаге Внешние Гебриды (17 (28) июня) — Голуэйский залив в Ирландии (10 (21) июля) — португальский мыс Сан-Висенте (15 (26) августа) — испанский Кадис (18 (29) августа).
По прибытии флагман эскадры отправил донесение президенту Адмиралтейств-коллегии:

Сего августа 16 дня 1725 года корабль Девоншир и фрегаты Кронделивде и Амстердам-Галей и при них служители прибыли в Испанию к городу Кадиксу благополучно, а товары начали сего нижеписанного числа сгружать, а чтож умедления имели в пути нашем, и на оное покорно доношу, понеже стояли жестокие противные ветры, отчего корабль Девоншир раскачало, что и борты от палубы отставали; и для оного принуждены были зайти в Ирляндию в реку Лимрику, для покупки кокор и утверждения борта к палубе…

Выгрузив товар и нагрузившись солью, так и не реализовав намерение продать в Испании русские фрегаты, 30 сентября (11 октября) эскадра снялась с якоря и взяла курс на Родину. 16 (27) ноября отряд пришёл в Лиссабон, а 14 (25) декабря суда вынуждены были зайти в порт Сантандер, угодив в Бискайском заливе под шторм.
Во время зимовки в Сантандере капитан Кошелев получил задание приискать в европейских странах 5—10 штурманов для службы в русском флоте.
Снова в море получилось выйти только 11 (22) марта 1726 года. Обогнув с запада остров Великобритания, корабли взяли курс на пролив Скагеррак и 15 (26) апреля были в Эльсиноре. Зайдя 20 апреля (1 мая) в Копенгаген, уже через 10 дней эскадра достигла начального пункта своего путешествия — Ревеля. В Ревеле эскадру инспектировал контр-адмирал Т. Сандерс, после чего она отправилась в Кронштадт, чтобы 15 (26) мая торжественно войти в гавань.

## Итоги экспедиции
16 (27) мая 1726 года, на следующий день после прибытия экспедиции в Кронштадт, по указу Екатерины I командир эскадры от флота 3-го ранга капитан Иван Кошелев, «другим не в образец», произведён через чин сразу в капитаны 1-го ранга, «понеже он в Испании с российскими кораблями был первый».
2 (13) декабря Адмиралтейств-коллегия приняла решение, что все обер- и унтер-офицеры, принимавшие участие в Испанской экспедиции, по достижении 4 лет выслуги в текущем звании освобождаются от сдачи экзамена при производстве в следующий чин. В составе экипажей набирались опыта некоторые будущие участники Великой Северной экспедиции, в частности, Д. Л. Овцын.

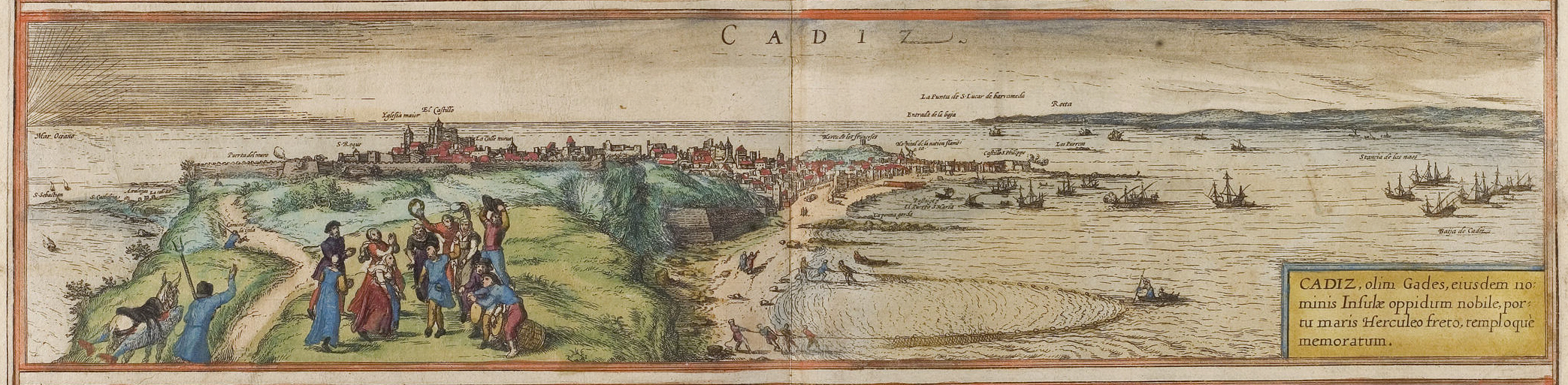
Порт Кадис, цель Испанской экспедиции

Испанцы дали хороший отзыв о русской парусине и попросили ещё. В свою очередь, в Россию экспедиция доставила не только соль, но также изюм, оливковое масло и двух оказавшихся за границей русских подданных, неких Марью с дочерью Аникой.
Наконец, 21 июня (2 июля) 1726 года во французский Бордо отправился последний из готовившихся первоначально в секретную экспедицию под руководством капитана Кошелева судов — фрегат «Эсперанс» (капитан Михаил Антуфьев). Отправка кораблей во Францию не сулила коммерческой выгоды, однако Екатерина I преследовала цель как практического обучения экипажей, так и «для слуха народного, что корабли российские в порты французские ходят».
В 1728 году фрегаты «Амстердам-Галей» и «Декронделивде» совершили плавание от Кронштадта до острова Кильдин (1,5 км от современного Мурманска) в Баренцевом море. Следующего дальнего плавания русскому флоту пришлось ждать до 1764 года, когда фрегат «Надежда Благополучия» под командованием Ф. С. Плещеева совершил плавание от Кронштадта до Ливорно.